# Computer aided design
CAD, z angličtiny computer-aided design, česky počítačem podporované projektování, nebo míněno na obecný CAD systém jako computer-aided drafting – počítačem podporované kreslení (někdy též computer-aided design and drafting (CADD).
Jde o velkou oblast IT, která zastřešuje širokou činnost navrhování. Jednoduše lze říct, že se jedná o používání pokročilých grafických programů pro projektování a konstruování, místo rýsovacího prkna.
CAD aplikace vždy obsahují grafické, geometrické, matematické a inženýrské nástroje pro kreslení plošných výkresů a modelování objektů a dějů reálného světa. Pokročilejší řeší výpočty, analýzy a řízení systémů (výroby, zařízení).
Blízkým příbuzným je také oblast počítačových vizualizací, protože virtuální 3D návrhy jsou často klientům prezentovány ve formě fotorealistických vizualizací nebo virtuální reality.

## Rozdělení CAD (CAx) systémů
- obecné CAD systémy
  - 2D
  - 3D
    - objemové
    - povrchové
- specializované CAD systémy
  - strojírenství – CAM (computer-aided manufacturing) CAE (computer-aided engineering)
  - stavebnictví a architektura – AEC (Architecture-Engineering-Construction), BIM (Building Information Model), CAAD (Computer-aided architectural design)
  - potrubní systémy a technické zařízení budov
  - liniové a dopravní stavby
  - správa nemovitostí – FM (Facility Management)
  - elektrotechnika – PCB (Printed Circuit Boards), EDA (Electronic design automation)
  - územní plánování a geografie – GIS (Geographic Information Systems)

## Nejznámější CAD programy
1. obecné CAD systémy
  - AutoCAD (Autodesk)
  - DraftSight (Dassault Systemes)
  - IntelliCAD
  - Microstation (Bentley)
  - ProgeCAD
  - SketchUp (Trimble)
  - Tinkercad (Autodesk)
  - TurboCAD
  - VariCAD
  - ZWCAD
2. specializované CAD systémy
  1. strojírenství – CAM (computer-aided manufacturing) CAE (computer-aided engineering) CAAD (computer-aided architectural design)
    - Alias (Autodesk)
    - Alibre design
    - CATIA
    - EDGECAM
    - Fusion (Autodesk)
    - Inventor (Autodesk)
    - NX
    - Onshape
    - Pro/Engineer
    - Solid Edge
    - SolidWorks
    - Space Claim
    - T-Flex
    - VariCAD
    - VISI CAD
    - ZW3D

  2. stavebnictví a architektura – AEC (Architecture-Engineering-Construction), BIM (Building Information Modeling)
    - ArchiCAD (Graphisoft)
    - ARCHLine.XP (CadLine)
    - Allplan (Nemetschek)
    - ArCon
    - AutoCAD Architecture (Autodesk)
    - Bricscad
    - Revit Architecture (Autodesk)
    - speedikon (IEZ)
    - Spirit
    - Tekla Structures (Tekla)
    - ZWCAD
    - SKIJO

  3. potrubní systémy a technické zařízení budov
    - ARCHLine.XP (CadLine)
    - Allplan (Nemetschek)
    - Allklima
    - AutoCAD MEP (Autodesk)
    - Revit MEP (Autodesk)
    - AutoCAD Plant 3D (Autodesk)
    - Aveva Plant

  4. liniové a dopravní stavby
    - Civil 3D (Autodesk)
    - InfraWorks (Autodesk)
    - InRoad
    - InRail
    - RoadPAC

  5. správa nemovitostí – FM (Facility Management)
    - Allfa (Nemetschek)
    - Archibus
    - AutoCAD Map 3D (Topobase)
    - FM:Systems
    - Maximo (IBM)

  6. elektrotechnika – PCB (printed circuit boards), EDA (Electronic design automation)
    - OrCAD
    - ProfiCAD
    - Racal/Redac
    - EAGLE (Autodesk)
    - Fusion (Autodesk)
    - SchémataCAD
    - KiCad

  7. územní plánování a geografie – GIS (geographic information systems)
    - Arcinfo
    - AutoCAD Map 3D (Autodesk)
    - Mapinfo
    - Grass GIS
    - QGIS
    - twiGIS

  8. další
    - OCAD – Mapy (např. pro Orientační běh)
    - OpenOrienteering Mapper (Orientační běh) – zdarma
    - Mimics (zpracování a zobrazování CT a MRI, tvorba implantátů)